# RayJ Dennis
Raymond "RayJ" Patterson Dennis (Plainfield, Illinois; 30 de marzo de 2001) es un baloncestista estadounidense que pertenece a la plantilla de los Indiana Pacers de la NBA, con un contrato dual que le permite jugar además en su filial de la G League, los Indiana Mad Ants. Con 1,88 metros de estatura, juega en la posición de base.

## Trayectoria deportiva

### Universidad
Jugó dos temporadas con los Broncos de la Universidad Estatal de Boise, en las que promedió 6,2 puntos, 2,3 rebotes y 2,4 asistencias por partido. Tras su segunda temporada, optó por ser transferido a los Rockets de la Universidad de Toledo. Allí disputó dos temporadas más, promediando 16,1 puntos, 5,1 rebotes, 4,9 asistencias y ,12 robos de balón por partido. Al término de su segunda temporada fue elegido Jugador del Año de la Mid-American Conference.
Tras esas dos temporadas con los rockets, optó por un quinto año de universidad, eligiendo a los Bears de la Universidad Baylor. Allí promedió 13,6 puntos y 6,7 asistencias por partido, líder de la conferencia en este último apartado, siendo incluido en el segundo mejor quinteto de la Big 12 Conference y en el mejor quinteto de debutantes en la conferencia.

#### Estadísticas
| Año     | Equipo      | PJ  | PT  | MPP  | %TC  | %3P  | %TL  | RPP | APP | ROB | TPP | PPP  |
| ------- | ----------- | --- | --- | ---- | ---- | ---- | ---- | --- | --- | --- | --- | ---- |
| 2019–20 | Boise State | 32  | 15  | 17.4 | .359 | .260 | .800 | 1.8 | 1.8 | .4  | .1  | 4.1  |
| 2020–21 | Boise State | 28  | 25  | 27.2 | .442 | .291 | .688 | 3.0 | 2.9 | 1.2 | .2  | 8.6  |
| 2021–22 | Toledo      | 34  | 34  | 33.7 | .503 | .321 | .716 | 5.6 | 4.0 | .8  | .1  | 12.7 |
| 2022–23 | Toledo      | 35  | 35  | 33.9 | .484 | .366 | .769 | 4.3 | 5.8 | 1.5 | .2  | 19.5 |
| 2023–24 | Baylor      | 35  | 35  | 34.3 | .479 | .328 | .731 | 3.9 | 6.7 | 1.4 | .1  | 13.6 |
| Total   | Total       | 164 | 144 | 29.6 | .472 | .321 | .741 | 3.8 | 4.3 | 1.1 | .1  | 12.0 |

### Profesional
Tras no ser elegido en el Draft de la NBA de 2024, se unió a Los Angeles Clippers para la Liga de Verano de la NBA, y el 6 de septiembre de 2024 firmó con el equipo. Sin embargo, el 9 de octubre fue despedido. El 19 de octubre firmó un contrato dual con los Washington Wizards, pero fue despedido dos días después. El 28 de octubre, se unió a los San Diego Clippers.
El 1 de enero de 2025 firmó un contrato dual con los Indiana Pacers y su filial en la G League, los Indiana Mad Ants.

## Estadísticas de su carrera en la NBA

### Temporada regular
| Año     | Equipo  | PJ | PT | MPP | %TC  | %3P  | %TL   | RPP | APP | ROB | TPP | PPP |
| ------- | ------- | -- | -- | --- | ---- | ---- | ----- | --- | --- | --- | --- | --- |
| 2024-25 | Indiana | 11 | 0  | 6.4 | .333 | .286 | 1.000 | 1.1 | 1.3 | .6  | .2  | 2.7 |
| Total   | Total   | 11 | 0  | 6.4 | .333 | .286 | 1.000 | 1.1 | 1.3 | .6  | .2  | 2.7 |